# Raymond Leppard
Raymond John Leppard (né le 11 août 1927 à Londres et mort le 22 octobre 2019 à Indianapolis) est un chef d'orchestre et claveciniste britannique.

## Biographie
Raymond Leppard étudie le clavecin et l'alto au Trinity College de l'université de Cambridge où il s'intéresse également à la direction d'orchestre et de chœur.
Dès 1952, il crée son propre ensemble orchestral, l'Ensemble Leppard, avant de rejoindre l'orchestre de Goldbrough qui deviendra l'English Chamber Orchestra en 1960. De 1957 à 1967, il est lecteur au Trinity College.
Avec ses propres éditions de musique, il participe à la redécouverte d'opéras baroques comme ceux de Monteverdi (L'incoronazione di Poppea, L'Orfeo et Il ritorno d'Ulisse in patria) ou de Francesco Cavalli (La Calisto et L'Ormindo),.
De 1973 à 1980, il dirige le BBC Northern Orchestra (qui devient plus tard le BBC Philharmonic) à Manchester. De 1987 à 2001, Leppard occupe le poste de directeur musical de l'Orchestre symphonique d'Indianapolis. De 2004 à 2006, il est conseiller musical de l'orchestre de Louisville.
Raymond Leppard est mort le 22 octobre 2019 à Indianapolis aux États-Unis.